# Liste des planètes mineures non numérotées découvertes en janvier 2018
Pour un article plus général, voir Liste des planètes mineures non numérotées découvertes en 2018.
Pour un article plus général, voir Liste des planètes mineures.
Cet article dresse la liste des planètes mineures (astéroïdes, centaures, objets transneptuniens et assimilés) non numérotées découvertes en janvier 2018 dans l'ordre de leur découverte.
Au 15 janvier 2025, 661 077 des 1 434 993 planètes mineures répertoriées par le Centre des planètes mineures ne sont pas encore numérotées, soit 46,07 %.

## Rappel concernant la désignation provisoire
La désignation provisoire indique l'ordre de découverte de ces objets. En effet, cette désignation est composée de l'année de découverte (par exemple 2018) suivie de la quinzaine (demi-mois) de découverte (p.e. A = 1-15 janvier) puis de l'ordre de découverte dans cette quinzaine. Cet ordre est indiqué par une lettre et éventuellement un chiffre comme suit : A pour la première découverte, B pour la deuxième, ..., Z pour la 25e (le I n'est pas utilisé pour éviter la confusion avec 1), A1 pour la 26e, B1 pour la 27e, etc. , Z1 pour la 50e, A2 pour la 51e, B2 pour la 52e, etc. L'ordre de la numérotation ne suit donc pas l'ordre alphanumérique. 2018 AA1 suit ainsi 2018 AZ et précède 2018 AB1.

## Liste

### Du1erau 15 janvier 2018
- 2018 AB
- 2018 AC
- 2018 AE
- 2018 AF
- 2018 AG
- 2018 AH
- 2018 AJ
- 2018 AK
- 2018 AL
- 2018 AM
- 2018 AN
- 2018 AO
- 2018 AP
- 2018 AT
- 2018 AU
- 2018 AV
- 2018 AW
- 2018 AX
- 2018 AY
- 2018 AZ
- 2018 AA1
- 2018 AC1
- 2018 AE1
- 2018 AF1
- 2018 AG1
- 2018 AH1
- 2018 AK1
- 2018 AM1
- 2018 AN1
- 2018 AO1
- 2018 AP1
- 2018 AQ1
- 2018 AR1
- 2018 AS1
- 2018 AT1
- 2018 AU1
- 2018 AV1
- 2018 AW1
- 2018 AX1
- 2018 AY1
- 2018 AA2
- 2018 AC2
- 2018 AE2
- 2018 AF2
- 2018 AH2
- 2018 AJ2
- 2018 AK2
- 2018 AL2
- 2018 AM2
- 2018 AN2
- 2018 AO2
- 2018 AP2
- 2018 AQ2
- 2018 AR2
- 2018 AS2
- 2018 AT2
- 2018 AU2
- 2018 AW2
- 2018 AX2
- 2018 AZ2
- 2018 AB3
- 2018 AD3
- 2018 AE3
- 2018 AF3
- 2018 AG3
- 2018 AH3
- 2018 AJ3
- 2018 AK3
- 2018 AL3
- 2018 AM3
- 2018 AN3
- 2018 AO3
- 2018 AP3
- 2018 AQ3
- 2018 AR3
- 2018 AT3
- 2018 AV3
- 2018 AW3
- 2018 AX3
- 2018 AY3
- 2018 AZ3
- 2018 AA4
- 2018 AB4
- 2018 AC4
- 2018 AD4
- 2018 AE4
- 2018 AF4
- 2018 AG4
- 2018 AP4
- 2018 AQ4
- 2018 AU4
- 2018 AV4
- 2018 AX4
- 2018 AY4
- 2018 AZ4
- 2018 AC5
- 2018 AG5
- 2018 AH5
- 2018 AL5
- 2018 AO5
- 2018 AQ5
- 2018 AT5
- 2018 AA6
- 2018 AB6
- 2018 AC6
- 2018 AD6
- 2018 AF6
- 2018 AH6
- 2018 AJ6
- 2018 AL6
- 2018 AM6
- 2018 AO6
- 2018 AQ6
- 2018 AR6
- 2018 AA7
- 2018 AB7
- 2018 AC7
- 2018 AE7
- 2018 AG7
- 2018 AK7
- 2018 AN7
- 2018 AR7
- 2018 AS7
- 2018 AX7
- 2018 AA8
- 2018 AE8
- 2018 AF8
- 2018 AG8
- 2018 AT8
- 2018 AZ8
- 2018 AB9
- 2018 AC9
- 2018 AJ9
- 2018 AP9
- 2018 AQ9
- 2018 AR9
- 2018 AT9
- 2018 AU9
- 2018 AF10
- 2018 AH10
- 2018 AJ10
- 2018 AK10
- 2018 AL10
- 2018 AM10
- 2018 AO10
- 2018 AP10
- 2018 AR10
- 2018 AT10
- 2018 AU10
- 2018 AW10
- 2018 AY10
- 2018 AZ10
- 2018 AD11
- 2018 AN11
- 2018 AO11
- 2018 AP11
- 2018 AQ11
- 2018 AR11
- 2018 AS11
- 2018 AT11
- 2018 AU11
- 2018 AV11
- 2018 AW11
- 2018 AY11
- 2018 AZ11
- 2018 AA12
- 2018 AB12
- 2018 AC12
- 2018 AD12
- 2018 AE12
- 2018 AF12
- 2018 AG12
- 2018 AH12
- 2018 AJ12
- 2018 AK12
- 2018 AL12
- 2018 AM12
- 2018 AN12
- 2018 AO12
- 2018 AP12
- 2018 AQ12
- 2018 AR12
- 2018 AS12
- 2018 AT12
- 2018 AV12
- 2018 AW12
- 2018 AX12
- 2018 AY12
- 2018 AZ12
- 2018 AB13
- 2018 AC13
- 2018 AD13
- 2018 AE13
- 2018 AF13
- 2018 AG13
- 2018 AH13
- 2018 AJ13
- 2018 AK13
- 2018 AL13
- 2018 AM13
- 2018 AN13
- 2018 AO13
- 2018 AR13
- 2018 AT13
- 2018 AW13
- 2018 AY13
- 2018 AG14
- 2018 AK14
- 2018 AL14
- 2018 AM14
- 2018 AO14
- 2018 AP14
- 2018 AX14
- 2018 AA15
- 2018 AD15
- 2018 AE15
- 2018 AF15
- 2018 AG15
- 2018 AH15
- 2018 AJ15
- 2018 AK15
- 2018 AM15
- 2018 AS15
- 2018 AX15
- 2018 AG16
- 2018 AH16
- 2018 AJ16
- 2018 AL16
- 2018 AO16
- 2018 AR16
- 2018 AC17
- 2018 AN17
- 2018 AR17
- 2018 AS17
- 2018 AU17
- 2018 AY17
- 2018 AA18
- 2018 AF18
- 2018 AG18
- 2018 AL18
- 2018 AM18
- 2018 AN18
- 2018 AO18
- 2018 AP18
- 2018 AS18
- 2018 AT18
- 2018 AU18
- 2018 AV18
- 2018 AX18
- 2018 AY18
- 2018 AZ18
- 2018 AA19
- 2018 AD19
- 2018 AE19
- 2018 AF19
- 2018 AG19
- 2018 AJ19
- 2018 AK19
- 2018 AM19
- 2018 AN19
- 2018 AO19
- 2018 AP19
- 2018 AQ19
- 2018 AR19
- 2018 AS19
- 2018 AT19
- 2018 AW19
- 2018 AX19
- 2018 AY19
- 2018 AZ19
- 2018 AA20
- 2018 AB20
- 2018 AC20
- 2018 AD20
- 2018 AE20
- 2018 AF20
- 2018 AH20
- 2018 AJ20
- 2018 AL20
- 2018 AM20
- 2018 AN20
- 2018 AO20
- 2018 AP20
- 2018 AQ20
- 2018 AR20
- 2018 AS20
- 2018 AT20
- 2018 AU20
- 2018 AV20
- 2018 AW20
- 2018 AX20
- 2018 AY20
- 2018 AZ20
- 2018 AB21
- 2018 AC21
- 2018 AD21
- 2018 AE21
- 2018 AF21
- 2018 AG21
- 2018 AH21
- 2018 AJ21
- 2018 AK21
- 2018 AL21
- 2018 AM21
- 2018 AN21
- 2018 AO21
- 2018 AP21
- 2018 AQ21
- 2018 AR21
- 2018 AS21
- 2018 AT21
- 2018 AU21
- 2018 AV21
- 2018 AW21
- 2018 AX21
- 2018 AY21
- 2018 AZ21
- 2018 AA22
- 2018 AB22
- 2018 AC22
- 2018 AD22
- 2018 AE22
- 2018 AF22
- 2018 AG22
- 2018 AJ22
- 2018 AL22
- 2018 AM22
- 2018 AN22
- 2018 AR22
- 2018 AS22
- 2018 AT22
- 2018 AU22
- 2018 AX22
- 2018 AY22
- 2018 AA23
- 2018 AB23
- 2018 AC23
- 2018 AE23
- 2018 AF23
- 2018 AG23
- 2018 AH23
- 2018 AJ23
- 2018 AL23
- 2018 AR23
- 2018 AU23
- 2018 AV23
- 2018 AW23
- 2018 AX23
- 2018 AY23
- 2018 AZ23
- 2018 AA24
- 2018 AB24
- 2018 AC24
- 2018 AD24
- 2018 AE24
- 2018 AF24
- 2018 AH24
- 2018 AJ24
- 2018 AK24
- 2018 AL24
- 2018 AM24
- 2018 AN24
- 2018 AO24
- 2018 AQ24
- 2018 AR24
- 2018 AS24
- 2018 AU24
- 2018 AV24
- 2018 AW24
- 2018 AX24
- 2018 AY24
- 2018 AZ24
- 2018 AA25
- 2018 AB25
- 2018 AD25
- 2018 AE25
- 2018 AF25
- 2018 AG25
- 2018 AH25
- 2018 AJ25
- 2018 AK25
- 2018 AL25
- 2018 AM25
- 2018 AN25
- 2018 AO25
- 2018 AQ25
- 2018 AR25
- 2018 AS25
- 2018 AU25
- 2018 AV25
- 2018 AW25
- 2018 AY25
- 2018 AZ25
- 2018 AA26
- 2018 AC26
- 2018 AD26
- 2018 AE26
- 2018 AH26
- 2018 AJ26
- 2018 AL26
- 2018 AM26
- 2018 AN26
- 2018 AO26
- 2018 AP26
- 2018 AQ26
- 2018 AR26
- 2018 AT26
- 2018 AW26
- 2018 AZ26
- 2018 AK27
- 2018 AL27
- 2018 AV27
- 2018 AW27
- 2018 AX27
- 2018 AY27
- 2018 AA28
- 2018 AC28
- 2018 AE28
- 2018 AG28
- 2018 AH28
- 2018 AJ28
- 2018 AK28
- 2018 AL28
- 2018 AM28
- 2018 AN28
- 2018 AO28
- 2018 AP28
- 2018 AU28
- 2018 AV28
- 2018 AZ28
- 2018 AA29
- 2018 AB29
- 2018 AE29
- 2018 AF29
- 2018 AK29
- 2018 AL29
- 2018 AN29
- 2018 AR29
- 2018 AT29
- 2018 AU29
- 2018 AY29
- 2018 AD30
- 2018 AE30
- 2018 AG30
- 2018 AK30
- 2018 AO30
- 2018 AP30
- 2018 AQ30
- 2018 AR30
- 2018 AS30
- 2018 AU30
- 2018 AV30
- 2018 AW30
- 2018 AX30
- 2018 AY30
- 2018 AZ30
- 2018 AA31
- 2018 AB31
- 2018 AC31
- 2018 AD31
- 2018 AE31
- 2018 AF31
- 2018 AH31
- 2018 AJ31
- 2018 AM31
- 2018 AN31
- 2018 AO31
- 2018 AP31
- 2018 AQ31
- 2018 AR31
- 2018 AS31
- 2018 AT31
- 2018 AZ31
- 2018 AA32
- 2018 AB32
- 2018 AC32
- 2018 AD32
- 2018 AE32
- 2018 AG32
- 2018 AH32
- 2018 AJ32
- 2018 AK32
- 2018 AL32
- 2018 AP32
- 2018 AT32
- 2018 AW32
- 2018 AX32
- 2018 AY32
- 2018 AZ32
- 2018 AA33
- 2018 AE33
- 2018 AG33
- 2018 AH33
- 2018 AN33
- 2018 AO33
- 2018 AP33
- 2018 AQ33
- 2018 AR33
- 2018 AV33
- 2018 AW33
- 2018 AX33
- 2018 AY33
- 2018 AZ33
- 2018 AA34
- 2018 AB34
- 2018 AE34
- 2018 AF34
- 2018 AG34
- 2018 AJ34
- 2018 AK34
- 2018 AL34
- 2018 AM34
- 2018 AQ34
- 2018 AR34
- 2018 AT34
- 2018 AU34
- 2018 AV34
- 2018 AW34
- 2018 AY34
- 2018 AZ34
- 2018 AA35
- 2018 AB35
- 2018 AC35
- 2018 AD35
- 2018 AE35
- 2018 AF35
- 2018 AG35
- 2018 AH35
- 2018 AJ35
- 2018 AK35
- 2018 AM35
- 2018 AN35
- 2018 AO35
- 2018 AP35
- 2018 AR35
- 2018 AS35
- 2018 AU35
- 2018 AV35
- 2018 AX35
- 2018 AY35
- 2018 AZ35
- 2018 AA36
- 2018 AB36
- 2018 AC36
- 2018 AF36
- 2018 AG36
- 2018 AH36
- 2018 AP36
- 2018 AQ36
- 2018 AR36
- 2018 AT36
- 2018 AU36
- 2018 AW36
- 2018 AX36
- 2018 AY36
- 2018 AZ36
- 2018 AA37
- 2018 AB37
- 2018 AC37
- 2018 AD37
- 2018 AE37
- 2018 AF37
- 2018 AG37
- 2018 AH37
- 2018 AJ37
- 2018 AK37
- 2018 AL37
- 2018 AM37
- 2018 AN37
- 2018 AO37
- 2018 AP37
- 2018 AQ37
- 2018 AT37
- 2018 AU37
- 2018 AV37
- 2018 AW37
- 2018 AX37
- 2018 AY37
- 2018 AZ37
- 2018 AA38
- 2018 AB38
- 2018 AC38
- 2018 AD38
- 2018 AE38
- 2018 AF38
- 2018 AH38
- 2018 AJ38
- 2018 AK38
- 2018 AL38
- 2018 AM38
- 2018 AN38
- 2018 AO38
- 2018 AP38
- 2018 AR38
- 2018 AS38
- 2018 AT38
- 2018 AU38
- 2018 AW38
- 2018 AX38
- 2018 AY38
- 2018 AZ38
- 2018 AA39
- 2018 AB39
- 2018 AC39
- 2018 AD39
- 2018 AE39
- 2018 AF39
- 2018 AG39
- 2018 AH39
- 2018 AK39
- 2018 AM39
- 2018 AN39
- 2018 AO39
- 2018 AQ39
- 2018 AR39
- 2018 AT39
- 2018 AV39
- 2018 AW39
- 2018 AX39
- 2018 AY39
- 2018 AZ39
- 2018 AA40
- 2018 AB40
- 2018 AC40
- 2018 AD40
- 2018 AE40
- 2018 AF40
- 2018 AG40
- 2018 AK40
- 2018 AL40
- 2018 AM40
- 2018 AN40
- 2018 AP40
- 2018 AR40
- 2018 AW40
- 2018 AX40
- 2018 AY40
- 2018 AZ40
- 2018 AA41
- 2018 AB41
- 2018 AC41
- 2018 AE41
- 2018 AH41
- 2018 AL41
- 2018 AM41
- 2018 AN41
- 2018 AO41
- 2018 AP41
- 2018 AQ41
- 2018 AR41
- 2018 AS41
- 2018 AT41
- 2018 AU41
- 2018 AV41
- 2018 AW41
- 2018 AX41
- 2018 AY41
- 2018 AZ41
- 2018 AA42
- 2018 AB42
- 2018 AD42
- 2018 AH42
- 2018 AL42
- 2018 AM42
- 2018 AN42
- 2018 AP42
- 2018 AQ42
- 2018 AS42
- 2018 AT42
- 2018 AU42
- 2018 AV42
- 2018 AW42
- 2018 AY42
- 2018 AZ42
- 2018 AA43
- 2018 AB43
- 2018 AC43
- 2018 AD43
- 2018 AE43
- 2018 AF43
- 2018 AG43
- 2018 AM43
- 2018 AN43
- 2018 AO43
- 2018 AP43
- 2018 AQ43
- 2018 AS43
- 2018 AU43
- 2018 AX43
- 2018 AY43
- 2018 AZ43
- 2018 AA44
- 2018 AB44
- 2018 AC44
- 2018 AF44
- 2018 AG44
- 2018 AH44
- 2018 AJ44
- 2018 AK44
- 2018 AM44
- 2018 AO44
- 2018 AQ44
- 2018 AT44
- 2018 AV44
- 2018 AW44
- 2018 AX44
- 2018 AY44
- 2018 AZ44
- 2018 AA45
- 2018 AB45
- 2018 AC45
- 2018 AD45
- 2018 AE45
- 2018 AF45
- 2018 AJ45
- 2018 AK45
- 2018 AL45
- 2018 AM45
- 2018 AO45
- 2018 AP45
- 2018 AR45
- 2018 AS45
- 2018 AT45
- 2018 AU45
- 2018 AV45
- 2018 AW45
- 2018 AY45
- 2018 AZ45
- 2018 AA46
- 2018 AB46
- 2018 AH46
- 2018 AJ46
- 2018 AK46
- 2018 AM46
- 2018 AN46
- 2018 AO46
- 2018 AP46
- 2018 AR46
- 2018 AT46
- 2018 AU46
- 2018 AV46
- 2018 AW46
- 2018 AZ46
- 2018 AA47
- 2018 AC47
- 2018 AE47
- 2018 AK47
- 2018 AL47
- 2018 AN47
- 2018 AO47
- 2018 AP47
- 2018 AQ47
- 2018 AS47
- 2018 AT47
- 2018 AV47
- 2018 AX47
- 2018 AY47
- 2018 AZ47
- 2018 AA48
- 2018 AB48
- 2018 AC48
- 2018 AD48
- 2018 AE48
- 2018 AF48
- 2018 AG48
- 2018 AH48
- 2018 AJ48
- 2018 AL48
- 2018 AM48
- 2018 AN48
- 2018 AO48
- 2018 AP48
- 2018 AR48
- 2018 AT48
- 2018 AZ48
- 2018 AB49
- 2018 AC49
- 2018 AD49
- 2018 AE49
- 2018 AF49
- 2018 AG49
- 2018 AH49
- 2018 AK49
- 2018 AL49
- 2018 AO49
- 2018 AP49
- 2018 AQ49
- 2018 AR49
- 2018 AS49
- 2018 AT49
- 2018 AU49
- 2018 AV49
- 2018 AW49
- 2018 AX49
- 2018 AY49
- 2018 AZ49
- 2018 AA50
- 2018 AB50
- 2018 AF50
- 2018 AG50
- 2018 AJ50
- 2018 AK50
- 2018 AL50
- 2018 AM50
- 2018 AN50
- 2018 AO50
- 2018 AP50
- 2018 AQ50
- 2018 AS50
- 2018 AT50
- 2018 AU50
- 2018 AV50
- 2018 AW50
- 2018 AX50
- 2018 AY50
- 2018 AZ50
- 2018 AA51
- 2018 AB51
- 2018 AC51
- 2018 AD51
- 2018 AF51
- 2018 AG51
- 2018 AH51
- 2018 AJ51
- 2018 AK51
- 2018 AL51
- 2018 AN51
- 2018 AO51
- 2018 AP51
- 2018 AR51
- 2018 AT51
- 2018 AV51
- 2018 AW51
- 2018 AX51
- 2018 AY51
- 2018 AZ51
- 2018 AB52
- 2018 AC52
- 2018 AD52
- 2018 AE52
- 2018 AF52
- 2018 AL52
- 2018 AM52
- 2018 AO52
- 2018 AP52
- 2018 AQ52
- 2018 AR52
- 2018 AS52
- 2018 AT52
- 2018 AU52
- 2018 AV52
- 2018 AW52
- 2018 AX52
- 2018 AZ52
- 2018 AA53
- 2018 AB53
- 2018 AD53
- 2018 AE53
- 2018 AF53
- 2018 AG53
- 2018 AH53
- 2018 AJ53
- 2018 AK53
- 2018 AL53
- 2018 AM53
- 2018 AN53
- 2018 AO53
- 2018 AP53
- 2018 AQ53
- 2018 AS53
- 2018 AT53
- 2018 AU53
- 2018 AV53
- 2018 AW53
- 2018 AX53
- 2018 AY53
- 2018 AZ53
- 2018 AA54
- 2018 AB54
- 2018 AC54
- 2018 AD54
- 2018 AE54
- 2018 AF54
- 2018 AG54
- 2018 AJ54
- 2018 AK54
- 2018 AL54
- 2018 AM54
- 2018 AP54
- 2018 AR54
- 2018 AS54
- 2018 AT54
- 2018 AU54
- 2018 AV54
- 2018 AW54
- 2018 AX54
- 2018 AY54
- 2018 AA55
- 2018 AE55
- 2018 AF55
- 2018 AG55
- 2018 AH55
- 2018 AJ55
- 2018 AK55
- 2018 AL55
- 2018 AN55
- 2018 AQ55
- 2018 AS55
- 2018 AT55
- 2018 AU55
- 2018 AV55
- 2018 AW55
- 2018 AX55
- 2018 AY55
- 2018 AZ55
- 2018 AA56
- 2018 AB56
- 2018 AC56
- 2018 AD56
- 2018 AE56
- 2018 AF56
- 2018 AG56
- 2018 AH56
- 2018 AJ56
- 2018 AK56
- 2018 AL56
- 2018 AM56
- 2018 AN56
- 2018 AO56
- 2018 AP56
- 2018 AQ56
- 2018 AR56
- 2018 AS56
- 2018 AT56
- 2018 AU56
- 2018 AV56
- 2018 AW56
- 2018 AX56
- 2018 AY56
- 2018 AZ56
- 2018 AA57
- 2018 AB57
- 2018 AC57
- 2018 AD57
- 2018 AE57
- 2018 AF57
- 2018 AG57
- 2018 AH57
- 2018 AJ57
- 2018 AK57
- 2018 AL57
- 2018 AM57
- 2018 AN57
- 2018 AO57
- 2018 AP57
- 2018 AQ57
- 2018 AR57
- 2018 AS57
- 2018 AT57
- 2018 AU57
- 2018 AV57
- 2018 AY57
- 2018 AZ57
- 2018 AA58
- 2018 AB58
- 2018 AC58
- 2018 AD58
- 2018 AE58
- 2018 AF58
- 2018 AG58
- 2018 AH58
- 2018 AJ58
- 2018 AK58
- 2018 AL58
- 2018 AN58
- 2018 AO58
- 2018 AP58
- 2018 AQ58
- 2018 AR58
- 2018 AS58
- 2018 AT58
- 2018 AU58
- 2018 AV58
- 2018 AW58
- 2018 AX58
- 2018 AY58
- 2018 AZ58
- 2018 AA59
- 2018 AB59
- 2018 AC59
- 2018 AD59
- 2018 AF59
- 2018 AG59
- 2018 AH59
- 2018 AJ59
- 2018 AK59
- 2018 AL59
- 2018 AM59
- 2018 AN59
- 2018 AO59
- 2018 AP59
- 2018 AS59
- 2018 AT59
- 2018 AU59
- 2018 AV59
- 2018 AW59
- 2018 AX59
- 2018 AY59
- 2018 AZ59
- 2018 AA60
- 2018 AB60
- 2018 AC60
- 2018 AD60
- 2018 AE60
- 2018 AF60
- 2018 AG60
- 2018 AH60
- 2018 AJ60
- 2018 AK60
- 2018 AL60
- 2018 AM60
- 2018 AN60
- 2018 AO60
- 2018 AQ60
- 2018 AR60
- 2018 AS60
- 2018 AT60
- 2018 AV60
- 2018 AW60
- 2018 AX60
- 2018 AY60
- 2018 AZ60
- 2018 AA61
- 2018 AC61
- 2018 AD61
- 2018 AE61
- 2018 AF61
- 2018 AG61
- 2018 AH61
- 2018 AJ61
- 2018 AK61
- 2018 AL61
- 2018 AM61
- 2018 AN61
- 2018 AO61
- 2018 AP61
- 2018 AU61
- 2018 AV61
- 2018 AW61
- 2018 AX61
- 2018 AY61
- 2018 AZ61
- 2018 AA62
- 2018 AB62
- 2018 AC62
- 2018 AD62
- 2018 AE62
- 2018 AF62
- 2018 AG62
- 2018 AJ62
- 2018 AK62
- 2018 AL62
- 2018 AM62
- 2018 AN62
- 2018 AO62
- 2018 AP62
- 2018 AQ62
- 2018 AT62
- 2018 AW62
- 2018 AX62
- 2018 AY62
- 2018 AZ62
- 2018 AA63
- 2018 AB63
- 2018 AC63
- 2018 AD63
- 2018 AH63
- 2018 AJ63
- 2018 AK63
- 2018 AL63
- 2018 AM63
- 2018 AN63
- 2018 AO63
- 2018 AQ63
- 2018 AR63
- 2018 AS63
- 2018 AT63
- 2018 AU63
- 2018 AX63
- 2018 AY63
- 2018 AZ63
- 2018 AA64
- 2018 AB64
- 2018 AC64
- 2018 AD64
- 2018 AE64
- 2018 AF64
- 2018 AG64
- 2018 AH64
- 2018 AJ64
- 2018 AK64
- 2018 AL64
- 2018 AM64
- 2018 AN64
- 2018 AO64
- 2018 AQ64
- 2018 AR64
- 2018 AS64
- 2018 AT64
- 2018 AU64
- 2018 AV64
- 2018 AW64
- 2018 AX64
- 2018 AY64
- 2018 AZ64
- 2018 AA65
- 2018 AB65
- 2018 AC65
- 2018 AD65
- 2018 AE65
- 2018 AG65
- 2018 AH65
- 2018 AJ65
- 2018 AK65
- 2018 AL65
- 2018 AM65
- 2018 AN65
- 2018 AO65
- 2018 AP65
- 2018 AQ65
- 2018 AR65
- 2018 AS65
- 2018 AT65
- 2018 AU65
- 2018 AV65
- 2018 AW65
- 2018 AX65
- 2018 AZ65
- 2018 AB66
- 2018 AC66
- 2018 AD66
- 2018 AE66
- 2018 AF66
- 2018 AG66
- 2018 AJ66
- 2018 AK66
- 2018 AL66
- 2018 AM66
- 2018 AN66
- 2018 AO66
- 2018 AP66
- 2018 AQ66
- 2018 AR66
- 2018 AS66
- 2018 AT66
- 2018 AU66
- 2018 AV66
- 2018 AW66
- 2018 AX66
- 2018 AY66
- 2018 AZ66
- 2018 AA67
- 2018 AB67
- 2018 AC67
- 2018 AD67
- 2018 AE67
- 2018 AF67
- 2018 AH67
- 2018 AJ67
- 2018 AK67
- 2018 AM67
- 2018 AN67
- 2018 AO67
- 2018 AP67
- 2018 AQ67
- 2018 AR67
- 2018 AS67
- 2018 AT67
- 2018 AU67
- 2018 AW67
- 2018 AX67
- 2018 AY67
- 2018 AZ67
- 2018 AA68
- 2018 AB68
- 2018 AC68
- 2018 AD68
- 2018 AF68
- 2018 AG68
- 2018 AJ68
- 2018 AK68
- 2018 AL68
- 2018 AN68
- 2018 AO68
- 2018 AP68
- 2018 AQ68
- 2018 AR68
- 2018 AS68
- 2018 AT68
- 2018 AU68
- 2018 AV68
- 2018 AW68
- 2018 AX68
- 2018 AY68
- 2018 AZ68
- 2018 AA69
- 2018 AB69
- 2018 AC69
- 2018 AD69
- 2018 AE69
- 2018 AG69
- 2018 AH69
- 2018 AJ69
- 2018 AK69
- 2018 AL69
- 2018 AM69
- 2018 AN69
- 2018 AO69
- 2018 AP69
- 2018 AQ69
- 2018 AR69
- 2018 AS69
- 2018 AT69
- 2018 AU69
- 2018 AV69
- 2018 AW69
- 2018 AY69
- 2018 AZ69
- 2018 AA70
- 2018 AB70
- 2018 AC70
- 2018 AD70
- 2018 AE70
- 2018 AF70
- 2018 AG70
- 2018 AH70
- 2018 AJ70
- 2018 AK70
- 2018 AL70
- 2018 AN70
- 2018 AO70
- 2018 AP70
- 2018 AQ70
- 2018 AR70
- 2018 AS70
- 2018 AT70
- 2018 AU70
- 2018 AV70
- 2018 AW70
- 2018 AX70
- 2018 AY70
- 2018 AZ70
- 2018 AA71
- 2018 AB71
- 2018 AC71
- 2018 AD71
- 2018 AE71
- 2018 AF71
- 2018 AG71
- 2018 AH71
- 2018 AJ71
- 2018 AK71
- 2018 AL71
- 2018 AM71
- 2018 AN71
- 2018 AO71
- 2018 AP71
- 2018 AQ71
- 2018 AR71
- 2018 AS71
- 2018 AT71
- 2018 AU71
- 2018 AV71
- 2018 AW71
- 2018 AX71
- 2018 AY71
- 2018 AZ71
- 2018 AA72
- 2018 AB72
- 2018 AC72
- 2018 AD72
- 2018 AE72
- 2018 AF72
- 2018 AG72
- 2018 AH72
- 2018 AJ72
- 2018 AK72
- 2018 AL72
- 2018 AM72
- 2018 AN72
- 2018 AO72
- 2018 AP72
- 2018 AR72
- 2018 AS72
- 2018 AT72
- 2018 AU72
- 2018 AV72
- 2018 AW72
- 2018 AX72
- 2018 AY72
- 2018 AZ72
- 2018 AA73
- 2018 AB73
- 2018 AC73
- 2018 AF73
- 2018 AG73
- 2018 AH73
- 2018 AL73
- 2018 AM73
- 2018 AN73
- 2018 AO73
- 2018 AP73
- 2018 AQ73
- 2018 AR73
- 2018 AS73
- 2018 AT73
- 2018 AU73
- 2018 AV73
- 2018 AW73
- 2018 AX73
- 2018 AY73
- 2018 AZ73
- 2018 AA74
- 2018 AB74
- 2018 AC74
- 2018 AD74
- 2018 AE74
- 2018 AF74
- 2018 AG74
- 2018 AH74
- 2018 AJ74
- 2018 AK74
- 2018 AL74
- 2018 AM74
- 2018 AN74
- 2018 AO74
- 2018 AP74
- 2018 AQ74
- 2018 AR74
- 2018 AS74
- 2018 AT74
- 2018 AU74
- 2018 AV74
- 2018 AW74
- 2018 AX74
- 2018 AY74
- 2018 AZ74
- 2018 AA75
- 2018 AB75
- 2018 AC75
- 2018 AD75
- 2018 AE75
- 2018 AF75
- 2018 AG75
- 2018 AH75
- 2018 AL75
- 2018 AM75
- 2018 AN75
- 2018 AO75
- 2018 AP75
- 2018 AR75
- 2018 AS75
- 2018 AT75
- 2018 AU75
- 2018 AV75
- 2018 AW75
- 2018 AX75
- 2018 AZ75
- 2018 AB76
- 2018 AD76
- 2018 AE76
- 2018 AF76
- 2018 AH76
- 2018 AJ76
- 2018 AK76
- 2018 AL76
- 2018 AM76
- 2018 AN76
- 2018 AO76
- 2018 AP76
- 2018 AQ76
- 2018 AR76
- 2018 AS76
- 2018 AT76
- 2018 AU76
- 2018 AV76
- 2018 AW76
- 2018 AX76
- 2018 AY76
- 2018 AZ76
- 2018 AA77
- 2018 AB77
- 2018 AC77
- 2018 AD77
- 2018 AE77
- 2018 AF77
- 2018 AG77
- 2018 AH77
- 2018 AJ77
- 2018 AK77
- 2018 AL77
- 2018 AN77
- 2018 AO77
- 2018 AP77
- 2018 AQ77
- 2018 AR77
- 2018 AS77
- 2018 AT77
- 2018 AU77
- 2018 AV77
- 2018 AW77
- 2018 AX77
- 2018 AY77
- 2018 AZ77
- 2018 AA78
- 2018 AB78
- 2018 AC78
- 2018 AD78
- 2018 AE78
- 2018 AF78
- 2018 AG78
- 2018 AH78
- 2018 AJ78
- 2018 AK78
- 2018 AL78
- 2018 AM78
- 2018 AN78
- 2018 AO78
- 2018 AP78
- 2018 AQ78
- 2018 AR78
- 2018 AS78
- 2018 AT78
- 2018 AU78
- 2018 AV78
- 2018 AW78
- 2018 AX78
- 2018 AY78
- 2018 AZ78
- 2018 AA79
- 2018 AB79
- 2018 AC79
- 2018 AD79
- 2018 AE79
- 2018 AF79
- 2018 AG79
- 2018 AH79
- 2018 AJ79
- 2018 AK79
- 2018 AL79
- 2018 AM79
- 2018 AN79
- 2018 AO79
- 2018 AP79
- 2018 AQ79
- 2018 AR79
- 2018 AS79
- 2018 AT79
- 2018 AU79
- 2018 AV79
- 2018 AW79
- 2018 AX79
- 2018 AY79
- 2018 AZ79
- 2018 AA80
- 2018 AB80
- 2018 AC80
- 2018 AD80
- 2018 AE80
- 2018 AF80
- 2018 AG80
- 2018 AH80
- 2018 AJ80
- 2018 AK80
- 2018 AL80
- 2018 AM80
- 2018 AN80
- 2018 AO80
- 2018 AP80
- 2018 AQ80
- 2018 AS80
- 2018 AT80
- 2018 AU80
- 2018 AV80
- 2018 AW80
- 2018 AX80
- 2018 AY80
- 2018 AZ80
- 2018 AA81
- 2018 AB81
- 2018 AC81
- 2018 AD81
- 2018 AE81
- 2018 AF81
- 2018 AG81
- 2018 AH81
- 2018 AJ81
- 2018 AK81
- 2018 AL81
- 2018 AN81
- 2018 AO81
- 2018 AP81
- 2018 AQ81
- 2018 AR81
- 2018 AS81
- 2018 AT81
- 2018 AU81
- 2018 AV81
- 2018 AW81
- 2018 AX81
- 2018 AY81
- 2018 AZ81
- 2018 AA82
- 2018 AB82
- 2018 AC82
- 2018 AD82
- 2018 AE82
- 2018 AF82
- 2018 AG82
- 2018 AH82
- 2018 AJ82
- 2018 AK82
- 2018 AL82
- 2018 AM82
- 2018 AN82
- 2018 AO82
- 2018 AP82
- 2018 AQ82
- 2018 AR82
- 2018 AS82
- 2018 AT82
- 2018 AU82
- 2018 AV82
- 2018 AW82
- 2018 AX82
- 2018 AY82
- 2018 AZ82
- 2018 AA83
- 2018 AB83
- 2018 AC83
- 2018 AD83
- 2018 AE83
- 2018 AF83
- 2018 AH83
- 2018 AJ83
- 2018 AK83
- 2018 AL83
- 2018 AM83
- 2018 AN83
- 2018 AO83
- 2018 AP83
- 2018 AQ83
- 2018 AR83
- 2018 AS83
- 2018 AT83
- 2018 AU83
- 2018 AV83
- 2018 AW83
- 2018 AX83
- 2018 AY83
- 2018 AZ83
- 2018 AA84
- 2018 AB84
- 2018 AC84
- 2018 AD84
- 2018 AE84
- 2018 AF84
- 2018 AG84
- 2018 AH84
- 2018 AJ84
- 2018 AK84
- 2018 AL84
- 2018 AM84
- 2018 AN84
- 2018 AO84
- 2018 AP84
- 2018 AQ84
- 2018 AR84
- 2018 AS84
- 2018 AT84
- 2018 AU84
- 2018 AV84
- 2018 AW84
- 2018 AX84
- 2018 AY84
- 2018 AZ84
- 2018 AA85
- 2018 AB85
- 2018 AC85
- 2018 AD85
- 2018 AE85
- 2018 AF85
- 2018 AG85
- 2018 AH85
- 2018 AJ85
- 2018 AK85
- 2018 AL85
- 2018 AM85
- 2018 AN85
- 2018 AO85
- 2018 AP85
- 2018 AQ85
- 2018 AR85
- 2018 AS85

### Du 16 au 31 janvier 2018
- 2018 BA
- 2018 BB
- 2018 BC
- 2018 BD
- 2018 BJ
- 2018 BK
- 2018 BL
- 2018 BM
- 2018 BN
- 2018 BQ
- 2018 BR
- 2018 BS
- 2018 BT
- 2018 BU
- 2018 BV
- 2018 BW
- 2018 BX
- 2018 BA1
- 2018 BC1
- 2018 BE1
- 2018 BF1
- 2018 BG1
- 2018 BH1
- 2018 BJ1
- 2018 BK1
- 2018 BL1
- 2018 BM1
- 2018 BN1
- 2018 BO1
- 2018 BP1
- 2018 BQ1
- 2018 BR1
- 2018 BS1
- 2018 BT1
- 2018 BU1
- 2018 BV1
- 2018 BW1
- 2018 BX1
- 2018 BY1
- 2018 BZ1
- 2018 BE2
- 2018 BJ2
- 2018 BU2
- 2018 BW2
- 2018 BX2
- 2018 BY2
- 2018 BZ2
- 2018 BA3
- 2018 BB3
- 2018 BC3
- 2018 BD3
- 2018 BE3
- 2018 BF3
- 2018 BG3
- 2018 BH3
- 2018 BJ3
- 2018 BK3
- 2018 BL3
- 2018 BM3
- 2018 BO3
- 2018 BP3
- 2018 BQ3
- 2018 BR3
- 2018 BU3
- 2018 BV3
- 2018 BW3
- 2018 BX3
- 2018 BY3
- 2018 BZ3
- 2018 BB4
- 2018 BC4
- 2018 BD4
- 2018 BE4
- 2018 BF4
- 2018 BG4
- 2018 BH4
- 2018 BJ4
- 2018 BL4
- 2018 BM4
- 2018 BN4
- 2018 BO4
- 2018 BP4
- 2018 BQ4
- 2018 BR4
- 2018 BS4
- 2018 BU4
- 2018 BX4
- 2018 BY4
- 2018 BZ4
- 2018 BA5
- 2018 BB5
- 2018 BC5
- 2018 BD5
- 2018 BE5
- 2018 BF5
- 2018 BG5
- 2018 BH5
- 2018 BJ5
- 2018 BK5
- 2018 BL5
- 2018 BM5
- 2018 BN5
- 2018 BO5
- 2018 BP5
- 2018 BQ5
- 2018 BR5
- 2018 BT5
- 2018 BW5
- 2018 BX5
- 2018 BY5
- 2018 BZ5
- 2018 BA6
- 2018 BB6
- 2018 BC6
- 2018 BD6
- 2018 BE6
- 2018 BF6
- 2018 BG6
- 2018 BH6
- 2018 BJ6
- 2018 BK6
- 2018 BL6
- 2018 BM6
- 2018 BN6
- 2018 BO6
- 2018 BP6
- 2018 BQ6
- 2018 BR6
- 2018 BS6
- 2018 BT6
- 2018 BU6
- 2018 BV6
- 2018 BW6
- 2018 BY6
- 2018 BZ6
- 2018 BA7
- 2018 BB7
- 2018 BC7
- 2018 BD7
- 2018 BE7
- 2018 BF7
- 2018 BH7
- 2018 BJ7
- 2018 BK7
- 2018 BL7
- 2018 BM7
- 2018 BR7
- 2018 BT7
- 2018 BU7
- 2018 BW7
- 2018 BG8
- 2018 BH8
- 2018 BJ8
- 2018 BN8
- 2018 BR8
- 2018 BS8
- 2018 BU8
- 2018 BV8
- 2018 BY8
- 2018 BA9
- 2018 BL9
- 2018 BM9
- 2018 BN9
- 2018 BT9
- 2018 BU9
- 2018 BV9
- 2018 BX9
- 2018 BY9
- 2018 BC10
- 2018 BE10
- 2018 BG10
- 2018 BJ10
- 2018 BK10
- 2018 BS10
- 2018 BU10
- 2018 BZ10
- 2018 BE11
- 2018 BF11
- 2018 BG11
- 2018 BH11
- 2018 BJ11
- 2018 BK11
- 2018 BL11
- 2018 BM11
- 2018 BQ11
- 2018 BT11
- 2018 BU11
- 2018 BY11
- 2018 BZ11
- 2018 BA12
- 2018 BB12
- 2018 BD12
- 2018 BE12
- 2018 BF12
- 2018 BG12
- 2018 BH12
- 2018 BM12
- 2018 BQ12
- 2018 BS12
- 2018 BT12
- 2018 BU12
- 2018 BV12
- 2018 BW12
- 2018 BY12
- 2018 BB13
- 2018 BC13
- 2018 BD13
- 2018 BE13
- 2018 BK13
- 2018 BL13
- 2018 BM13
- 2018 BN13
- 2018 BO13
- 2018 BP13
- 2018 BQ13
- 2018 BR13
- 2018 BS13
- 2018 BU13
- 2018 BV13
- 2018 BW13
- 2018 BX13
- 2018 BY13
- 2018 BZ13
- 2018 BB14
- 2018 BC14
- 2018 BD14
- 2018 BE14
- 2018 BF14
- 2018 BG14
- 2018 BH14
- 2018 BJ14
- 2018 BK14
- 2018 BL14
- 2018 BM14
- 2018 BO14
- 2018 BP14
- 2018 BQ14
- 2018 BR14
- 2018 BS14
- 2018 BT14
- 2018 BU14
- 2018 BW14
- 2018 BY14
- 2018 BZ14
- 2018 BA15
- 2018 BB15
- 2018 BC15
- 2018 BG15
- 2018 BH15
- 2018 BL15
- 2018 BM15
- 2018 BN15
- 2018 BO15
- 2018 BP15
- 2018 BQ15
- 2018 BR15
- 2018 BS15
- 2018 BT15
- 2018 BU15
- 2018 BV15
- 2018 BW15
- 2018 BX15
- 2018 BY15
- 2018 BA16
- 2018 BB16
- 2018 BC16
- 2018 BE16
- 2018 BF16
- 2018 BG16
- 2018 BH16
- 2018 BJ16
- 2018 BK16
- 2018 BM16
- 2018 BN16
- 2018 BO16
- 2018 BP16
- 2018 BQ16
- 2018 BS16
- 2018 BT16
- 2018 BU16
- 2018 BV16
- 2018 BW16
- 2018 BX16
- 2018 BY16
- 2018 BZ16
- 2018 BA17
- 2018 BB17
- 2018 BC17
- 2018 BE17
- 2018 BF17
- 2018 BG17
- 2018 BH17
- 2018 BJ17
- 2018 BK17
- 2018 BL17
- 2018 BM17
- 2018 BN17
- 2018 BO17
- 2018 BR17
- 2018 BS17
- 2018 BT17
- 2018 BU17
- 2018 BV17
- 2018 BW17
- 2018 BX17
- 2018 BB18
- 2018 BE18
- 2018 BG18
- 2018 BJ18
- 2018 BK18
- 2018 BL18
- 2018 BP18
- 2018 BS18
- 2018 BU18
- 2018 BV18
- 2018 BY18
- 2018 BA19
- 2018 BC19
- 2018 BD19
- 2018 BF19
- 2018 BG19
- 2018 BJ19
- 2018 BM19
- 2018 BO19
- 2018 BR19
- 2018 BS19
- 2018 BT19
- 2018 BU19
- 2018 BV19
- 2018 BX19
- 2018 BA20
- 2018 BF20
- 2018 BG20
- 2018 BJ20
- 2018 BL20
- 2018 BN20
- 2018 BO20
- 2018 BP20
- 2018 BR20
- 2018 BS20
- 2018 BT20
- 2018 BV20
- 2018 BZ20
- 2018 BA21
- 2018 BB21
- 2018 BC21
- 2018 BD21
- 2018 BE21
- 2018 BF21
- 2018 BG21
- 2018 BJ21
- 2018 BK21
- 2018 BL21
- 2018 BN21
- 2018 BO21
- 2018 BQ21
- 2018 BR21
- 2018 BT21
- 2018 BU21
- 2018 BV21
- 2018 BW21
- 2018 BY21
- 2018 BA22
- 2018 BE22
- 2018 BF22
- 2018 BG22
- 2018 BH22
- 2018 BJ22
- 2018 BL22
- 2018 BM22
- 2018 BO22
- 2018 BQ22
- 2018 BS22
- 2018 BT22
- 2018 BU22
- 2018 BV22
- 2018 BW22
- 2018 BY22
- 2018 BC23
- 2018 BE23
- 2018 BF23
- 2018 BG23
- 2018 BH23
- 2018 BK23
- 2018 BL23
- 2018 BM23
- 2018 BO23
- 2018 BP23
- 2018 BQ23
- 2018 BR23
- 2018 BT23
- 2018 BU23
- 2018 BV23
- 2018 BX23
- 2018 BY23
- 2018 BZ23
- 2018 BF24
- 2018 BJ24
- 2018 BM24
- 2018 BN24
- 2018 BO24
- 2018 BP24
- 2018 BQ24
- 2018 BR24
- 2018 BT24
- 2018 BU24
- 2018 BV24
- 2018 BW24
- 2018 BX24
- 2018 BY24
- 2018 BZ24
- 2018 BA25
- 2018 BB25
- 2018 BC25
- 2018 BD25
- 2018 BE25
- 2018 BH25
- 2018 BK25
- 2018 BL25
- 2018 BM25
- 2018 BN25
- 2018 BO25
- 2018 BP25
- 2018 BQ25
- 2018 BR25
- 2018 BS25
- 2018 BU25
- 2018 BV25
- 2018 BW25
- 2018 BX25
- 2018 BY25
- 2018 BZ25
- 2018 BB26
- 2018 BC26
- 2018 BD26
- 2018 BE26
- 2018 BF26
- 2018 BH26
- 2018 BJ26
- 2018 BK26
- 2018 BL26
- 2018 BN26
- 2018 BO26
- 2018 BP26
- 2018 BQ26
- 2018 BR26
- 2018 BS26
- 2018 BT26
- 2018 BU26
- 2018 BV26
- 2018 BW26
- 2018 BX26
- 2018 BY26
- 2018 BZ26
- 2018 BA27
- 2018 BB27
- 2018 BC27
- 2018 BD27
- 2018 BF27
- 2018 BH27
- 2018 BJ27
- 2018 BL27
- 2018 BM27
- 2018 BN27
- 2018 BQ27
- 2018 BR27
- 2018 BS27
- 2018 BT27
- 2018 BV27
- 2018 BW27
- 2018 BY27
- 2018 BZ27
- 2018 BA28
- 2018 BB28
- 2018 BD28
- 2018 BE28
- 2018 BG28
- 2018 BH28
- 2018 BJ28
- 2018 BK28
- 2018 BL28
- 2018 BM28
- 2018 BN28
- 2018 BP28
- 2018 BQ28
- 2018 BS28
- 2018 BT28
- 2018 BV28
- 2018 BW28
- 2018 BA29
- 2018 BB29
- 2018 BE29
- 2018 BF29
- 2018 BG29
- 2018 BH29
- 2018 BK29
- 2018 BL29
- 2018 BM29
- 2018 BN29
- 2018 BO29
- 2018 BP29
- 2018 BQ29
- 2018 BR29
- 2018 BS29
- 2018 BT29
- 2018 BU29
- 2018 BW29
- 2018 BZ29
- 2018 BA30
- 2018 BB30
- 2018 BC30
- 2018 BD30
- 2018 BE30
- 2018 BG30
- 2018 BH30
- 2018 BJ30
- 2018 BM30
- 2018 BO30
- 2018 BP30
- 2018 BR30
- 2018 BS30
- 2018 BT30
- 2018 BU30
- 2018 BV30
- 2018 BX30
- 2018 BY30
- 2018 BZ30
- 2018 BA31
- 2018 BF31
- 2018 BH31
- 2018 BJ31
- 2018 BL31
- 2018 BM31
- 2018 BN31
- 2018 BO31
- 2018 BQ31
- 2018 BR31
- 2018 BS31
- 2018 BU31
- 2018 BV31
- 2018 BW31
- 2018 BX31
- 2018 BY31
- 2018 BZ31
- 2018 BB32
- 2018 BC32
- 2018 BF32
- 2018 BG32
- 2018 BH32
- 2018 BL32
- 2018 BM32
- 2018 BN32
- 2018 BO32
- 2018 BP32
- 2018 BQ32
- 2018 BR32
- 2018 BS32
- 2018 BT32
- 2018 BU32
- 2018 BV32
- 2018 BW32
- 2018 BX32
- 2018 BY32
- 2018 BZ32
- 2018 BA33
- 2018 BC33
- 2018 BD33
- 2018 BE33
- 2018 BF33
- 2018 BG33
- 2018 BH33
- 2018 BJ33
- 2018 BK33
- 2018 BL33
- 2018 BM33
- 2018 BN33
- 2018 BO33
- 2018 BR33
- 2018 BS33
- 2018 BT33
- 2018 BU33
- 2018 BV33
- 2018 BW33
- 2018 BY33
- 2018 BZ33
- 2018 BA34
- 2018 BB34
- 2018 BC34
- 2018 BD34
- 2018 BE34
- 2018 BF34
- 2018 BG34
- 2018 BH34
- 2018 BK34
- 2018 BL34
- 2018 BM34
- 2018 BN34
- 2018 BP34
- 2018 BQ34
- 2018 BR34
- 2018 BS34
- 2018 BT34
- 2018 BU34
- 2018 BV34
- 2018 BW34
- 2018 BX34
- 2018 BY34
- 2018 BZ34
- 2018 BA35
- 2018 BB35
- 2018 BC35
- 2018 BD35
- 2018 BE35
- 2018 BF35
- 2018 BG35
- 2018 BH35
- 2018 BK35
- 2018 BL35
- 2018 BM35
- 2018 BN35
- 2018 BO35
- 2018 BP35
- 2018 BQ35
- 2018 BR35
- 2018 BS35
- 2018 BV35
- 2018 BX35
- 2018 BY35
- 2018 BZ35
- 2018 BA36
- 2018 BC36
- 2018 BD36
- 2018 BE36
- 2018 BF36
- 2018 BG36
- 2018 BH36
- 2018 BK36
- 2018 BL36
- 2018 BM36
- 2018 BN36
- 2018 BO36
- 2018 BP36
- 2018 BQ36
- 2018 BR36
- 2018 BS36
- 2018 BT36
- 2018 BU36
- 2018 BV36
- 2018 BW36
- 2018 BX36
- 2018 BY36
- 2018 BZ36
- 2018 BA37
- 2018 BB37
- 2018 BC37
- 2018 BD37
- 2018 BE37
- 2018 BF37
- 2018 BG37
- 2018 BH37
- 2018 BJ37
- 2018 BK37
- 2018 BL37
- 2018 BM37
- 2018 BN37
- 2018 BO37
- 2018 BP37
- 2018 BQ37
- 2018 BR37
- 2018 BS37
- 2018 BT37
- 2018 BU37
- 2018 BV37
- 2018 BW37
- 2018 BX37
- 2018 BY37
- 2018 BZ37
- 2018 BB38
- 2018 BD38
- 2018 BE38
- 2018 BF38
- 2018 BG38
- 2018 BH38
- 2018 BJ38
- 2018 BK38
- 2018 BL38
- 2018 BN38
- 2018 BO38
- 2018 BR38
- 2018 BS38
- 2018 BT38
- 2018 BU38
- 2018 BV38
- 2018 BW38
- 2018 BX38
- 2018 BB39
- 2018 BD39
- 2018 BE39
- 2018 BF39
- 2018 BG39
- 2018 BH39
- 2018 BJ39
- 2018 BK39
- 2018 BL39
- 2018 BM39
- 2018 BN39
- 2018 BO39
- 2018 BP39
- 2018 BS39
- 2018 BT39
- 2018 BU39
- 2018 BV39
- 2018 BW39
- 2018 BX39
- 2018 BY39
- 2018 BZ39
- 2018 BA40
- 2018 BB40
- 2018 BC40
- 2018 BD40
- 2018 BE40
- 2018 BF40
- 2018 BG40
- 2018 BJ40
- 2018 BK40
- 2018 BL40
- 2018 BM40
- 2018 BN40
- 2018 BO40
- 2018 BP40
- 2018 BQ40
- 2018 BR40
- 2018 BW40
- 2018 BX40
- 2018 BY40
- 2018 BZ40
- 2018 BA41
- 2018 BB41
- 2018 BC41
- 2018 BD41
- 2018 BE41
- 2018 BF41
- 2018 BG41
- 2018 BH41
- 2018 BJ41
- 2018 BK41
- 2018 BL41
- 2018 BM41
- 2018 BO41
- 2018 BP41
- 2018 BQ41
- 2018 BR41
- 2018 BS41
- 2018 BT41
- 2018 BU41
- 2018 BV41
- 2018 BW41
- 2018 BX41
- 2018 BY41
- 2018 BA42
- 2018 BB42
- 2018 BD42
- 2018 BE42
- 2018 BF42
- 2018 BG42
- 2018 BH42
- 2018 BJ42
- 2018 BK42
- 2018 BL42
- 2018 BM42
- 2018 BN42
- 2018 BO42
- 2018 BP42
- 2018 BQ42
- 2018 BR42
- 2018 BT42
- 2018 BV42
- 2018 BX42
- 2018 BY42
- 2018 BZ42
- 2018 BA43
- 2018 BB43
- 2018 BC43
- 2018 BD43
- 2018 BE43
- 2018 BF43
- 2018 BG43
- 2018 BH43
- 2018 BJ43
- 2018 BK43
- 2018 BL43
- 2018 BM43
- 2018 BN43
- 2018 BO43
- 2018 BP43
- 2018 BQ43
- 2018 BR43
- 2018 BT43
- 2018 BU43
- 2018 BV43
- 2018 BW43
- 2018 BX43
- 2018 BY43
- 2018 BA44
- 2018 BB44
- 2018 BC44
- 2018 BD44
- 2018 BG44
- 2018 BJ44
- 2018 BK44
- 2018 BL44
- 2018 BM44
- 2018 BN44
- 2018 BO44
- 2018 BP44
- 2018 BQ44
- 2018 BR44
- 2018 BS44
- 2018 BT44
- 2018 BU44
- 2018 BV44
- 2018 BW44
- 2018 BX44
- 2018 BY44
- 2018 BZ44
- 2018 BA45
- 2018 BB45
- 2018 BC45
- 2018 BD45
- 2018 BE45
- 2018 BF45
- 2018 BG45
- 2018 BJ45
- 2018 BK45
- 2018 BL45
- 2018 BM45
- 2018 BN45
- 2018 BO45
- 2018 BP45
- 2018 BQ45
- 2018 BR45
- 2018 BS45
- 2018 BT45
- 2018 BU45
- 2018 BV45
- 2018 BW45
- 2018 BX45
- 2018 BY45
- 2018 BZ45
- 2018 BA46
- 2018 BB46
- 2018 BC46
- 2018 BD46
- 2018 BE46
- 2018 BF46
- 2018 BG46
- 2018 BH46
- 2018 BK46
- 2018 BL46
- 2018 BM46
- 2018 BN46
- 2018 BO46
- 2018 BP46
- 2018 BQ46
- 2018 BR46
- 2018 BS46
- 2018 BT46
- 2018 BU46
- 2018 BV46
- 2018 BW46
- 2018 BX46
- 2018 BY46
- 2018 BZ46
- 2018 BA47
- 2018 BB47
- 2018 BC47
- 2018 BD47
- 2018 BE47
- 2018 BF47
- 2018 BG47
- 2018 BH47
- 2018 BJ47
- 2018 BK47
- 2018 BL47
- 2018 BM47
- 2018 BN47
- 2018 BO47
- 2018 BP47
- 2018 BQ47
- 2018 BR47
- 2018 BS47
- 2018 BT47
- 2018 BU47
- 2018 BV47
- 2018 BX47
- 2018 BY47
- 2018 BZ47
- 2018 BA48
- 2018 BB48
- 2018 BC48
- 2018 BD48
- 2018 BF48
- 2018 BG48
- 2018 BH48
- 2018 BK48
- 2018 BL48
- 2018 BM48
- 2018 BN48
- 2018 BO48
- 2018 BP48
- 2018 BQ48
- 2018 BR48
- 2018 BS48
- 2018 BT48
- 2018 BU48
- 2018 BV48
- 2018 BW48
- 2018 BX48
- 2018 BY48
- 2018 BZ48
- 2018 BA49
- 2018 BB49
- 2018 BC49
- 2018 BD49
- 2018 BE49
- 2018 BF49
- 2018 BG49
- 2018 BH49
- 2018 BJ49
- 2018 BK49
- 2018 BL49
- 2018 BM49
- 2018 BN49
- 2018 BO49
- 2018 BP49
- 2018 BQ49
- 2018 BR49
- 2018 BS49
- 2018 BT49
- 2018 BU49
- 2018 BV49
- 2018 BW49
- 2018 BX49
- 2018 BY49
- 2018 BZ49
- 2018 BA50
- 2018 BB50
- 2018 BC50
- 2018 BD50
- 2018 BE50
- 2018 BF50
- 2018 BG50
- 2018 BH50
- 2018 BJ50
- 2018 BK50
- 2018 BL50
- 2018 BM50
- 2018 BN50
- 2018 BO50
- 2018 BP50
- 2018 BR50
- 2018 BS50
- 2018 BT50
- 2018 BV50
- 2018 BW50
- 2018 BX50
- 2018 BY50
- 2018 BA51
- 2018 BB51
- 2018 BC51
- 2018 BD51
- 2018 BE51
- 2018 BF51
- 2018 BG51
- 2018 BH51
- 2018 BJ51
- 2018 BK51
- 2018 BL51
- 2018 BM51
- 2018 BN51
- 2018 BO51
- 2018 BP51
- 2018 BQ51
- 2018 BR51
- 2018 BS51
- 2018 BT51
- 2018 BU51
- 2018 BV51
- 2018 BW51
- 2018 BX51
- 2018 BY51
- 2018 BA52
- 2018 BB52
- 2018 BC52
- 2018 BD52
- 2018 BE52
- 2018 BF52
- 2018 BG52
- 2018 BJ52
- 2018 BK52
- 2018 BL52
- 2018 BM52
- 2018 BN52
- 2018 BO52
- 2018 BP52
- 2018 BQ52
- 2018 BR52
- 2018 BS52
- 2018 BT52
- 2018 BU52
- 2018 BV52
- 2018 BW52
- 2018 BX52
- 2018 BY52
- 2018 BZ52
- 2018 BA53
- 2018 BB53
- 2018 BC53
- 2018 BD53
- 2018 BE53
- 2018 BF53
- 2018 BG53
- 2018 BH53
- 2018 BJ53
- 2018 BK53
- 2018 BL53
- 2018 BM53
- 2018 BN53
- 2018 BO53
- 2018 BP53
- 2018 BQ53
- 2018 BR53
- 2018 BS53
- 2018 BT53
- 2018 BU53
- 2018 BV53
- 2018 BW53
- 2018 BX53
- 2018 BY53
- 2018 BA54
- 2018 BB54
- 2018 BC54
- 2018 BD54
- 2018 BE54
- 2018 BF54
- 2018 BG54
- 2018 BH54
- 2018 BJ54
- 2018 BK54
- 2018 BL54
- 2018 BM54
- 2018 BO54
- 2018 BP54
- 2018 BR54
- 2018 BS54
- 2018 BT54
- 2018 BU54
- 2018 BV54
- 2018 BW54
- 2018 BY54
- 2018 BZ54
- 2018 BA55
- 2018 BB55
- 2018 BC55
- 2018 BE55
- 2018 BF55
- 2018 BG55
- 2018 BH55
- 2018 BJ55
- 2018 BL55
- 2018 BM55
- 2018 BN55
- 2018 BO55
- 2018 BP55
- 2018 BQ55
- 2018 BS55
- 2018 BT55
- 2018 BV55
- 2018 BW55
- 2018 BX55
- 2018 BY55
- 2018 BZ55
- 2018 BA56
- 2018 BB56
- 2018 BC56
- 2018 BD56
- 2018 BE56
- 2018 BF56
- 2018 BG56
- 2018 BL56
- 2018 BM56
- 2018 BO56
- 2018 BP56
- 2018 BQ56
- 2018 BR56
- 2018 BS56
- 2018 BT56
- 2018 BU56
- 2018 BV56
- 2018 BW56
- 2018 BX56
- 2018 BY56
- 2018 BZ56
- 2018 BA57
- 2018 BB57
- 2018 BC57
- 2018 BD57
- 2018 BE57
- 2018 BF57
- 2018 BG57
- 2018 BH57
- 2018 BJ57
- 2018 BK57
- 2018 BM57
- 2018 BO57
- 2018 BP57
- 2018 BS57
- 2018 BT57
- 2018 BV57
- 2018 BW57
- 2018 BY57
- 2018 BZ57
- 2018 BA58
- 2018 BB58
- 2018 BC58
- 2018 BE58
- 2018 BF58
- 2018 BG58
- 2018 BH58
- 2018 BJ58
- 2018 BK58
- 2018 BL58
- 2018 BM58
- 2018 BN58
- 2018 BO58
- 2018 BP58
- 2018 BQ58
- 2018 BR58
- 2018 BT58
- 2018 BU58
- 2018 BV58
- 2018 BW58
- 2018 BX58
- 2018 BY58
- 2018 BZ58
- 2018 BA59
- 2018 BB59
- 2018 BC59
- 2018 BE59
- 2018 BF59
- 2018 BG59
- 2018 BH59
- 2018 BJ59
- 2018 BK59
- 2018 BL59
- 2018 BM59
- 2018 BN59
- 2018 BO59
- 2018 BP59
- 2018 BQ59
- 2018 BR59
- 2018 BT59
- 2018 BU59
- 2018 BW59
- 2018 BX59
- 2018 BZ59
- 2018 BB60
- 2018 BD60
- 2018 BE60
- 2018 BF60
- 2018 BH60
- 2018 BJ60
- 2018 BK60
- 2018 BM60
- 2018 BN60
- 2018 BO60
- 2018 BQ60
- 2018 BR60
- 2018 BS60
- 2018 BU60
- 2018 BW60
- 2018 BX60
- 2018 BZ60
- 2018 BA61
- 2018 BB61
- 2018 BD61
- 2018 BE61
- 2018 BF61
- 2018 BG61
- 2018 BH61
- 2018 BJ61
- 2018 BK61
- 2018 BL61
- 2018 BM61
- 2018 BN61
- 2018 BO61
- 2018 BP61
- 2018 BQ61
- 2018 BR61
- 2018 BT61
- 2018 BU61
- 2018 BV61
- 2018 BW61
- 2018 BX61
- 2018 BY61
- 2018 BA62
- 2018 BB62
- 2018 BC62
- 2018 BD62
- 2018 BE62
- 2018 BF62
- 2018 BG62
- 2018 BH62
- 2018 BJ62
- 2018 BK62
- 2018 BL62
- 2018 BM62
- 2018 BN62
- 2018 BO62
- 2018 BQ62
- 2018 BR62
- 2018 BS62
- 2018 BT62
- 2018 BU62
- 2018 BV62
- 2018 BX62
- 2018 BY62
- 2018 BZ62
- 2018 BA63
- 2018 BB63
- 2018 BC63
- 2018 BD63
- 2018 BE63
- 2018 BF63
- 2018 BG63
- 2018 BH63
- 2018 BK63
- 2018 BL63
- 2018 BM63
- 2018 BN63
- 2018 BO63
- 2018 BP63
- 2018 BQ63
- 2018 BS63
- 2018 BT63
- 2018 BU63
- 2018 BV63
- 2018 BW63
- 2018 BX63
- 2018 BY63
- 2018 BZ63
- 2018 BA64
- 2018 BB64
- 2018 BC64
- 2018 BD64
- 2018 BF64
- 2018 BG64
- 2018 BJ64
- 2018 BK64
- 2018 BL64
- 2018 BM64
- 2018 BN64
- 2018 BO64
- 2018 BQ64
- 2018 BR64
- 2018 BS64
- 2018 BT64
- 2018 BU64
- 2018 BV64
- 2018 BW64
- 2018 BX64
- 2018 BY64
- 2018 BZ64
- 2018 BA65
- 2018 BB65
- 2018 BC65
- 2018 BD65
- 2018 BE65
- 2018 BF65
- 2018 BG65
- 2018 BH65
- 2018 BJ65
- 2018 BK65
- 2018 BL65
- 2018 BM65
- 2018 BN65
- 2018 BO65
- 2018 BP65
- 2018 BQ65
- 2018 BR65
- 2018 BS65
- 2018 BT65
- 2018 BV65
- 2018 BW65
- 2018 BX65
- 2018 BY65
- 2018 BA66
- 2018 BC66
- 2018 BD66
- 2018 BE66
- 2018 BF66
- 2018 BG66
- 2018 BH66
- 2018 BJ66
- 2018 BK66
- 2018 BL66
- 2018 BM66
- 2018 BN66
- 2018 BO66
- 2018 BQ66
- 2018 BR66
- 2018 BS66
- 2018 BT66
- 2018 BU66
- 2018 BV66
- 2018 BX66
- 2018 BY66
- 2018 BZ66
- 2018 BA67
- 2018 BB67
- 2018 BD67
- 2018 BE67
- 2018 BF67
- 2018 BG67
- 2018 BH67
- 2018 BJ67
- 2018 BK67
- 2018 BL67
- 2018 BM67
- 2018 BN67
- 2018 BO67
- 2018 BP67
- 2018 BQ67
- 2018 BR67
- 2018 BS67
- 2018 BT67
- 2018 BU67
- 2018 BW67
- 2018 BX67
- 2018 BZ67
- 2018 BA68
- 2018 BB68
- 2018 BC68
- 2018 BD68
- 2018 BE68
- 2018 BF68
- 2018 BH68
- 2018 BJ68
- 2018 BL68
- 2018 BM68
- 2018 BN68
- 2018 BO68
- 2018 BP68
- 2018 BQ68
- 2018 BR68
- 2018 BS68
- 2018 BU68
- 2018 BV68
- 2018 BW68
- 2018 BY68
- 2018 BZ68
- 2018 BA69
- 2018 BC69
- 2018 BD69
- 2018 BE69
- 2018 BF69
- 2018 BG69
- 2018 BH69
- 2018 BJ69
- 2018 BK69
- 2018 BL69
- 2018 BM69
- 2018 BN69
- 2018 BP69
- 2018 BQ69
- 2018 BR69
- 2018 BS69
- 2018 BT69
- 2018 BU69
- 2018 BV69
- 2018 BW69
- 2018 BX69
- 2018 BY69
- 2018 BZ69
- 2018 BA70
- 2018 BB70
- 2018 BC70
- 2018 BD70
- 2018 BE70
- 2018 BG70
- 2018 BH70
- 2018 BJ70
- 2018 BK70
- 2018 BL70
- 2018 BM70
- 2018 BN70
- 2018 BO70
- 2018 BP70
- 2018 BQ70
- 2018 BS70
- 2018 BT70
- 2018 BU70
- 2018 BV70
- 2018 BW70
- 2018 BX70
- 2018 BY70
- 2018 BC71
- 2018 BD71
- 2018 BE71
- 2018 BF71
- 2018 BG71
- 2018 BH71
- 2018 BJ71
- 2018 BK71
- 2018 BM71
- 2018 BN71
- 2018 BO71
- 2018 BP71
- 2018 BR71
- 2018 BS71
- 2018 BT71
- 2018 BU71
- 2018 BV71
- 2018 BW71
- 2018 BX71
- 2018 BZ71
- 2018 BA72
- 2018 BC72
- 2018 BE72
- 2018 BF72
- 2018 BG72
- 2018 BH72
- 2018 BJ72
- 2018 BK72
- 2018 BL72
- 2018 BM72
- 2018 BO72
- 2018 BP72
- 2018 BQ72
- 2018 BR72
- 2018 BU72
- 2018 BV72
- 2018 BX72
- 2018 BZ72
- 2018 BA73
- 2018 BB73
- 2018 BC73
- 2018 BD73
- 2018 BE73
- 2018 BF73
- 2018 BG73
- 2018 BJ73
- 2018 BK73
- 2018 BM73
- 2018 BO73
- 2018 BQ73
- 2018 BR73
- 2018 BT73
- 2018 BU73
- 2018 BV73
- 2018 BW73
- 2018 BX73
- 2018 BZ73
- 2018 BA74
- 2018 BC74
- 2018 BD74
- 2018 BE74
- 2018 BF74
- 2018 BG74
- 2018 BH74
- 2018 BJ74
- 2018 BK74
- 2018 BL74
- 2018 BM74
- 2018 BN74
- 2018 BO74
- 2018 BP74
- 2018 BQ74
- 2018 BR74
- 2018 BU74
- 2018 BV74
- 2018 BX74
- 2018 BY74
- 2018 BZ74
- 2018 BA75
- 2018 BB75
- 2018 BC75
- 2018 BD75
- 2018 BE75
- 2018 BF75
- 2018 BG75
- 2018 BH75
- 2018 BJ75
- 2018 BK75
- 2018 BL75
- 2018 BM75
- 2018 BN75
- 2018 BO75
- 2018 BP75
- 2018 BQ75
- 2018 BR75
- 2018 BS75
- 2018 BT75
- 2018 BU75
- 2018 BV75
- 2018 BW75
- 2018 BX75
- 2018 BY75
- 2018 BA76
- 2018 BB76
- 2018 BD76
- 2018 BE76
- 2018 BF76
- 2018 BH76
- 2018 BJ76
- 2018 BM76
- 2018 BN76
- 2018 BO76
- 2018 BQ76
- 2018 BR76
- 2018 BS76
- 2018 BT76
- 2018 BU76
- 2018 BV76
- 2018 BW76
- 2018 BX76
- 2018 BY76
- 2018 BB77
- 2018 BC77
- 2018 BD77
- 2018 BE77
- 2018 BF77
- 2018 BG77
- 2018 BH77
- 2018 BJ77
- 2018 BK77
- 2018 BL77
- 2018 BM77
- 2018 BN77
- 2018 BP77
- 2018 BQ77
- 2018 BR77
- 2018 BS77
- 2018 BT77
- 2018 BU77
- 2018 BW77
- 2018 BX77
- 2018 BZ77
- 2018 BA78
- 2018 BB78
- 2018 BC78
- 2018 BF78
- 2018 BG78
- 2018 BH78
- 2018 BJ78
- 2018 BL78
- 2018 BM78
- 2018 BP78
- 2018 BQ78
- 2018 BR78
- 2018 BT78
- 2018 BV78
- 2018 BW78
- 2018 BX78
- 2018 BY78
- 2018 BZ78
- 2018 BA79
- 2018 BB79
- 2018 BC79
- 2018 BD79
- 2018 BF79
- 2018 BG79
- 2018 BH79
- 2018 BJ79
- 2018 BK79
- 2018 BL79
- 2018 BM79
- 2018 BN79
- 2018 BO79
- 2018 BP79
- 2018 BQ79
- 2018 BR79
- 2018 BT79
- 2018 BU79
- 2018 BV79
- 2018 BW79
- 2018 BX79
- 2018 BY79
- 2018 BZ79
- 2018 BA80
- 2018 BB80
- 2018 BC80
- 2018 BD80
- 2018 BE80
- 2018 BF80
- 2018 BG80
- 2018 BH80
- 2018 BJ80
- 2018 BK80
- 2018 BL80
- 2018 BM80
- 2018 BO80
- 2018 BP80
- 2018 BR80
- 2018 BU80
- 2018 BV80
- 2018 BW80
- 2018 BX80
- 2018 BY80
- 2018 BZ80
- 2018 BA81
- 2018 BB81
- 2018 BC81
- 2018 BD81
- 2018 BE81
- 2018 BF81
- 2018 BG81
- 2018 BJ81
- 2018 BM81
- 2018 BN81
- 2018 BO81
- 2018 BQ81
- 2018 BS81
- 2018 BT81
- 2018 BU81
- 2018 BW81
- 2018 BX81
- 2018 BY81
- 2018 BZ81
- 2018 BA82
- 2018 BB82
- 2018 BC82
- 2018 BE82
- 2018 BF82
- 2018 BG82
- 2018 BJ82
- 2018 BK82
- 2018 BL82
- 2018 BN82
- 2018 BO82
- 2018 BP82
- 2018 BQ82
- 2018 BR82
- 2018 BS82
- 2018 BU82
- 2018 BV82
- 2018 BX82
- 2018 BY82
- 2018 BZ82
- 2018 BA83
- 2018 BB83
- 2018 BC83
- 2018 BD83
- 2018 BE83
- 2018 BF83
- 2018 BG83
- 2018 BH83
- 2018 BJ83
- 2018 BK83
- 2018 BL83
- 2018 BM83
- 2018 BN83
- 2018 BO83
- 2018 BQ83
- 2018 BS83
- 2018 BT83
- 2018 BU83
- 2018 BV83
- 2018 BY83
- 2018 BA84
- 2018 BC84
- 2018 BD84
- 2018 BE84
- 2018 BF84
- 2018 BG84
- 2018 BJ84
- 2018 BK84
- 2018 BL84
- 2018 BM84
- 2018 BN84
- 2018 BO84
- 2018 BP84
- 2018 BQ84
- 2018 BS84
- 2018 BT84
- 2018 BU84
- 2018 BV84
- 2018 BW84
- 2018 BX84
- 2018 BY84
- 2018 BZ84
- 2018 BA85
- 2018 BC85
- 2018 BD85
- 2018 BE85
- 2018 BF85
- 2018 BG85
- 2018 BH85
- 2018 BJ85
- 2018 BL85
- 2018 BM85
- 2018 BN85
- 2018 BP85
- 2018 BR85
- 2018 BS85
- 2018 BT85
- 2018 BU85
- 2018 BV85
- 2018 BW85
- 2018 BY85
- 2018 BZ85
- 2018 BB86
- 2018 BC86
- 2018 BD86
- 2018 BE86
- 2018 BF86
- 2018 BG86
- 2018 BH86
- 2018 BK86
- 2018 BL86
- 2018 BM86
- 2018 BO86
- 2018 BQ86
- 2018 BR86
- 2018 BS86
- 2018 BT86
- 2018 BX86
- 2018 BB87
- 2018 BC87
- 2018 BE87
- 2018 BF87
- 2018 BG87
- 2018 BJ87
- 2018 BK87
- 2018 BL87
- 2018 BM87
- 2018 BO87
- 2018 BP87
- 2018 BQ87
- 2018 BR87
- 2018 BT87
- 2018 BV87
- 2018 BW87
- 2018 BX87
- 2018 BY87
- 2018 BZ87
- 2018 BA88
- 2018 BB88
- 2018 BC88
- 2018 BE88
- 2018 BG88
- 2018 BJ88
- 2018 BK88
- 2018 BL88
- 2018 BM88
- 2018 BN88
- 2018 BO88
- 2018 BP88
- 2018 BR88
- 2018 BS88
- 2018 BU88
- 2018 BV88
- 2018 BX88
- 2018 BY88
- 2018 BZ88
- 2018 BA89
- 2018 BB89
- 2018 BC89
- 2018 BD89
- 2018 BE89
- 2018 BF89
- 2018 BH89
- 2018 BJ89
- 2018 BK89
- 2018 BL89
- 2018 BM89
- 2018 BN89
- 2018 BO89
- 2018 BP89
- 2018 BQ89
- 2018 BS89
- 2018 BU89
- 2018 BV89
- 2018 BW89
- 2018 BX89
- 2018 BZ89
- 2018 BA90
- 2018 BB90
- 2018 BC90
- 2018 BD90
- 2018 BF90
- 2018 BG90
- 2018 BH90
- 2018 BJ90
- 2018 BK90
- 2018 BM90
- 2018 BN90
- 2018 BP90
- 2018 BQ90
- 2018 BR90
- 2018 BS90
- 2018 BU90
- 2018 BV90
- 2018 BW90
- 2018 BX90
- 2018 BY90
- 2018 BZ90
- 2018 BA91
- 2018 BB91
- 2018 BC91
- 2018 BE91
- 2018 BF91
- 2018 BG91
- 2018 BH91
- 2018 BJ91
- 2018 BK91
- 2018 BM91
- 2018 BO91
- 2018 BP91
- 2018 BQ91
- 2018 BR91
- 2018 BS91
- 2018 BT91
- 2018 BU91
- 2018 BV91
- 2018 BW91
- 2018 BX91
- 2018 BY91
- 2018 BZ91
- 2018 BA92
- 2018 BB92
- 2018 BC92
- 2018 BD92
- 2018 BE92
- 2018 BF92
- 2018 BG92
- 2018 BH92
- 2018 BJ92
- 2018 BK92
- 2018 BN92
- 2018 BO92
- 2018 BP92
- 2018 BQ92
- 2018 BR92
- 2018 BT92
- 2018 BU92
- 2018 BV92
- 2018 BW92
- 2018 BX92
- 2018 BY92
- 2018 BZ92
- 2018 BB93
- 2018 BC93
- 2018 BD93
- 2018 BE93
- 2018 BF93
- 2018 BG93
- 2018 BH93
- 2018 BJ93
- 2018 BK93
- 2018 BL93
- 2018 BM93
- 2018 BO93
- 2018 BP93
- 2018 BR93
- 2018 BS93
- 2018 BT93
- 2018 BU93
- 2018 BV93
- 2018 BW93
- 2018 BY93
- 2018 BZ93
- 2018 BA94
- 2018 BB94
- 2018 BC94
- 2018 BD94
- 2018 BE94
- 2018 BF94
- 2018 BG94
- 2018 BH94
- 2018 BJ94
- 2018 BK94
- 2018 BL94
- 2018 BM94
- 2018 BN94
- 2018 BO94
- 2018 BP94
- 2018 BQ94
- 2018 BR94
- 2018 BS94
- 2018 BT94
- 2018 BU94
- 2018 BV94
- 2018 BW94
- 2018 BX94
- 2018 BY94
- 2018 BZ94
- 2018 BA95
- 2018 BB95
- 2018 BC95
- 2018 BD95
- 2018 BE95
- 2018 BF95
- 2018 BG95
- 2018 BH95
- 2018 BK95
- 2018 BL95
- 2018 BM95
- 2018 BN95
- 2018 BO95
- 2018 BP95
- 2018 BQ95
- 2018 BR95
- 2018 BS95
- 2018 BV95
- 2018 BY95
- 2018 BZ95
- 2018 BA96
- 2018 BC96
- 2018 BD96
- 2018 BE96
- 2018 BH96
- 2018 BJ96
- 2018 BK96
- 2018 BL96
- 2018 BM96
- 2018 BN96
- 2018 BO96
- 2018 BP96
- 2018 BQ96
- 2018 BR96
- 2018 BS96
- 2018 BT96
- 2018 BU96
- 2018 BV96
- 2018 BW96
- 2018 BX96
- 2018 BY96
- 2018 BZ96
- 2018 BB97
- 2018 BD97
- 2018 BE97
- 2018 BF97
- 2018 BG97
- 2018 BH97
- 2018 BK97
- 2018 BL97
- 2018 BM97
- 2018 BO97
- 2018 BP97
- 2018 BQ97
- 2018 BS97
- 2018 BV97
- 2018 BW97
- 2018 BX97
- 2018 BY97
- 2018 BZ97
- 2018 BB98
- 2018 BC98
- 2018 BD98
- 2018 BE98
- 2018 BF98
- 2018 BG98
- 2018 BH98
- 2018 BK98
- 2018 BL98
- 2018 BM98
- 2018 BN98
- 2018 BO98
- 2018 BP98
- 2018 BQ98
- 2018 BR98
- 2018 BS98
- 2018 BT98
- 2018 BU98
- 2018 BV98
- 2018 BW98
- 2018 BX98
- 2018 BY98
- 2018 BZ98
- 2018 BA99
- 2018 BB99
- 2018 BC99
- 2018 BD99
- 2018 BE99
- 2018 BF99
- 2018 BG99
- 2018 BH99
- 2018 BJ99
- 2018 BM99
- 2018 BN99
- 2018 BO99
- 2018 BP99
- 2018 BQ99
- 2018 BR99
- 2018 BS99
- 2018 BT99
- 2018 BW99
- 2018 BX99
- 2018 BY99
- 2018 BA100
- 2018 BB100
- 2018 BD100
- 2018 BF100
- 2018 BG100
- 2018 BH100
- 2018 BJ100
- 2018 BK100
- 2018 BL100
- 2018 BN100
- 2018 BO100
- 2018 BP100
- 2018 BQ100
- 2018 BR100
- 2018 BS100
- 2018 BT100
- 2018 BU100
- 2018 BV100
- 2018 BW100
- 2018 BX100
- 2018 BY100
- 2018 BZ100
- 2018 BB101
- 2018 BC101
- 2018 BD101
- 2018 BE101
- 2018 BG101
- 2018 BH101
- 2018 BJ101
- 2018 BK101
- 2018 BL101
- 2018 BN101
- 2018 BP101
- 2018 BQ101
- 2018 BR101
- 2018 BT101
- 2018 BU101
- 2018 BV101
- 2018 BW101
- 2018 BX101
- 2018 BY101
- 2018 BZ101
- 2018 BB102
- 2018 BD102
- 2018 BF102
- 2018 BG102
- 2018 BH102
- 2018 BJ102
- 2018 BK102
- 2018 BL102
- 2018 BM102
- 2018 BN102
- 2018 BO102
- 2018 BP102
- 2018 BQ102
- 2018 BT102
- 2018 BU102
- 2018 BW102
- 2018 BX102
- 2018 BY102
- 2018 BZ102
- 2018 BA103
- 2018 BB103
- 2018 BC103
- 2018 BD103
- 2018 BE103
- 2018 BF103
- 2018 BG103
- 2018 BH103
- 2018 BJ103
- 2018 BL103
- 2018 BO103
- 2018 BP103
- 2018 BS103
- 2018 BV103
- 2018 BX103
- 2018 BY103
- 2018 BZ103
- 2018 BA104
- 2018 BB104
- 2018 BC104
- 2018 BD104
- 2018 BE104
- 2018 BJ104
- 2018 BK104
- 2018 BL104
- 2018 BN104
- 2018 BO104
- 2018 BP104
- 2018 BQ104
- 2018 BR104
- 2018 BS104
- 2018 BT104
- 2018 BU104
- 2018 BV104
- 2018 BW104
- 2018 BX104
- 2018 BY104
- 2018 BZ104
- 2018 BB105
- 2018 BC105
- 2018 BD105
- 2018 BE105
- 2018 BF105
- 2018 BG105
- 2018 BH105
- 2018 BJ105
- 2018 BL105
- 2018 BM105
- 2018 BN105
- 2018 BP105
- 2018 BQ105
- 2018 BR105
- 2018 BS105
- 2018 BU105
- 2018 BV105
- 2018 BW105
- 2018 BX105
- 2018 BY105
- 2018 BZ105
- 2018 BA106
- 2018 BB106
- 2018 BC106
- 2018 BD106
- 2018 BE106
- 2018 BF106
- 2018 BG106
- 2018 BH106
- 2018 BJ106
- 2018 BK106
- 2018 BL106
- 2018 BN106
- 2018 BO106
- 2018 BQ106
- 2018 BR106
- 2018 BS106
- 2018 BT106
- 2018 BU106
- 2018 BV106
- 2018 BW106
- 2018 BX106
- 2018 BY106
- 2018 BZ106
- 2018 BA107
- 2018 BB107
- 2018 BC107
- 2018 BD107
- 2018 BF107
- 2018 BG107
- 2018 BH107
- 2018 BJ107
- 2018 BK107
- 2018 BM107
- 2018 BN107
- 2018 BO107
- 2018 BQ107
- 2018 BR107
- 2018 BS107
- 2018 BT107
- 2018 BU107
- 2018 BV107
- 2018 BW107
- 2018 BX107
- 2018 BY107
- 2018 BZ107
- 2018 BF108
- 2018 BG108
- 2018 BJ108
- 2018 BK108
- 2018 BL108
- 2018 BN108
- 2018 BO108
- 2018 BP108
- 2018 BQ108
- 2018 BR108
- 2018 BS108
- 2018 BT108
- 2018 BU108
- 2018 BV108
- 2018 BW108
- 2018 BX108
- 2018 BY108
- 2018 BA109
- 2018 BB109
- 2018 BC109
- 2018 BD109
- 2018 BE109
- 2018 BF109
- 2018 BH109
- 2018 BK109
- 2018 BL109
- 2018 BM109
- 2018 BN109
- 2018 BO109
- 2018 BP109
- 2018 BQ109
- 2018 BS109
- 2018 BT109
- 2018 BU109
- 2018 BV109
- 2018 BW109
- 2018 BX109
- 2018 BY109
- 2018 BA110
- 2018 BB110
- 2018 BC110
- 2018 BD110
- 2018 BE110
- 2018 BF110
- 2018 BG110
- 2018 BH110
- 2018 BJ110
- 2018 BK110
- 2018 BM110
- 2018 BN110
- 2018 BO110
- 2018 BP110
- 2018 BR110
- 2018 BS110
- 2018 BT110
- 2018 BU110
- 2018 BV110
- 2018 BY110
- 2018 BZ110
- 2018 BA111
- 2018 BB111
- 2018 BC111
- 2018 BD111
- 2018 BE111
- 2018 BH111
- 2018 BK111
- 2018 BL111
- 2018 BM111
- 2018 BN111
- 2018 BP111
- 2018 BQ111
- 2018 BR111
- 2018 BS111
- 2018 BT111
- 2018 BU111
- 2018 BV111
- 2018 BW111
- 2018 BX111
- 2018 BY111
- 2018 BZ111
- 2018 BA112
- 2018 BB112
- 2018 BD112
- 2018 BE112
- 2018 BF112
- 2018 BG112
- 2018 BH112
- 2018 BJ112
- 2018 BK112
- 2018 BL112
- 2018 BM112
- 2018 BN112
- 2018 BO112
- 2018 BP112
- 2018 BQ112
- 2018 BS112
- 2018 BT112
- 2018 BU112
- 2018 BV112
- 2018 BY112
- 2018 BZ112
- 2018 BA113
- 2018 BB113
- 2018 BC113
- 2018 BD113
- 2018 BE113
- 2018 BF113
- 2018 BG113
- 2018 BH113
- 2018 BJ113
- 2018 BK113
- 2018 BL113
- 2018 BM113
- 2018 BN113
- 2018 BO113
- 2018 BP113
- 2018 BQ113
- 2018 BR113
- 2018 BS113
- 2018 BT113
- 2018 BU113
- 2018 BY113
- 2018 BZ113
- 2018 BA114
- 2018 BB114
- 2018 BC114
- 2018 BD114
- 2018 BF114
- 2018 BG114
- 2018 BH114
- 2018 BK114
- 2018 BL114
- 2018 BM114
- 2018 BN114
- 2018 BP114
- 2018 BS114
- 2018 BU114
- 2018 BV114
- 2018 BW114
- 2018 BX114
- 2018 BY114
- 2018 BA115
- 2018 BB115
- 2018 BC115
- 2018 BD115
- 2018 BE115
- 2018 BF115
- 2018 BG115
- 2018 BH115
- 2018 BJ115
- 2018 BK115
- 2018 BL115
- 2018 BP115
- 2018 BQ115
- 2018 BS115
- 2018 BT115
- 2018 BV115
- 2018 BW115
- 2018 BY115
- 2018 BZ115
- 2018 BA116
- 2018 BC116
- 2018 BE116
- 2018 BF116
- 2018 BG116
- 2018 BH116
- 2018 BJ116
- 2018 BK116
- 2018 BL116
- 2018 BM116
- 2018 BN116
- 2018 BO116
- 2018 BP116
- 2018 BQ116
- 2018 BR116
- 2018 BT116
- 2018 BU116
- 2018 BV116
- 2018 BW116
- 2018 BX116
- 2018 BZ116
- 2018 BA117
- 2018 BB117
- 2018 BC117
- 2018 BD117
- 2018 BE117
- 2018 BF117
- 2018 BG117
- 2018 BJ117
- 2018 BK117
- 2018 BL117
- 2018 BM117
- 2018 BN117
- 2018 BO117
- 2018 BP117
- 2018 BQ117
- 2018 BR117
- 2018 BS117
- 2018 BT117
- 2018 BU117
- 2018 BV117
- 2018 BW117
- 2018 BX117
- 2018 BY117
- 2018 BZ117
- 2018 BA118
- 2018 BD118
- 2018 BE118
- 2018 BF118
- 2018 BG118
- 2018 BH118
- 2018 BJ118
- 2018 BK118
- 2018 BL118
- 2018 BM118
- 2018 BO118
- 2018 BP118
- 2018 BQ118
- 2018 BR118
- 2018 BS118
- 2018 BT118
- 2018 BU118
- 2018 BW118
- 2018 BX118
- 2018 BY118
- 2018 BZ118
- 2018 BC119
- 2018 BD119
- 2018 BF119
- 2018 BG119
- 2018 BJ119
- 2018 BK119
- 2018 BL119
- 2018 BM119
- 2018 BN119
- 2018 BO119
- 2018 BP119
- 2018 BQ119
- 2018 BR119
- 2018 BS119
- 2018 BU119
- 2018 BV119
- 2018 BW119
- 2018 BX119
- 2018 BY119
- 2018 BZ119
- 2018 BA120
- 2018 BC120
- 2018 BD120
- 2018 BG120
- 2018 BH120
- 2018 BJ120
- 2018 BK120
- 2018 BL120
- 2018 BO120
- 2018 BP120
- 2018 BQ120
- 2018 BR120
- 2018 BS120
- 2018 BT120
- 2018 BU120
- 2018 BV120
- 2018 BW120
- 2018 BX120
- 2018 BY120
- 2018 BZ120
- 2018 BA121
- 2018 BB121
- 2018 BC121
- 2018 BD121
- 2018 BE121
- 2018 BG121
- 2018 BH121
- 2018 BK121
- 2018 BL121
- 2018 BM121
- 2018 BN121
- 2018 BO121
- 2018 BQ121
- 2018 BR121
- 2018 BS121
- 2018 BT121
- 2018 BU121
- 2018 BV121
- 2018 BW121
- 2018 BX121
- 2018 BY121
- 2018 BZ121
- 2018 BA122
- 2018 BC122
- 2018 BD122
- 2018 BE122
- 2018 BF122
- 2018 BG122
- 2018 BH122
- 2018 BJ122
- 2018 BK122
- 2018 BL122
- 2018 BM122
- 2018 BN122
- 2018 BO122
- 2018 BP122
- 2018 BQ122
- 2018 BR122
- 2018 BS122
- 2018 BT122
- 2018 BU122
- 2018 BV122
- 2018 BW122
- 2018 BX122
- 2018 BZ122
- 2018 BA123
- 2018 BB123
- 2018 BC123
- 2018 BF123
- 2018 BG123
- 2018 BJ123
- 2018 BK123
- 2018 BL123
- 2018 BM123
- 2018 BO123
- 2018 BP123
- 2018 BQ123
- 2018 BR123
- 2018 BT123
- 2018 BU123
- 2018 BV123
- 2018 BW123
- 2018 BX123
- 2018 BY123
- 2018 BZ123
- 2018 BB124
- 2018 BC124
- 2018 BD124
- 2018 BE124
- 2018 BF124
- 2018 BG124
- 2018 BH124
- 2018 BJ124
- 2018 BK124
- 2018 BL124
- 2018 BM124
- 2018 BO124
- 2018 BP124
- 2018 BQ124
- 2018 BR124
- 2018 BS124
- 2018 BT124
- 2018 BU124
- 2018 BX124
- 2018 BY124
- 2018 BZ124
- 2018 BA125
- 2018 BB125
- 2018 BC125
- 2018 BD125
- 2018 BE125
- 2018 BF125
- 2018 BG125
- 2018 BH125
- 2018 BJ125
- 2018 BK125
- 2018 BL125
- 2018 BM125
- 2018 BN125
- 2018 BO125
- 2018 BP125
- 2018 BQ125
- 2018 BR125
- 2018 BS125
- 2018 BT125
- 2018 BU125
- 2018 BV125
- 2018 BW125
- 2018 BX125
- 2018 BY125
- 2018 BZ125
- 2018 BA126
- 2018 BC126
- 2018 BD126
- 2018 BE126
- 2018 BF126
- 2018 BG126
- 2018 BH126
- 2018 BJ126
- 2018 BK126
- 2018 BL126
- 2018 BM126
- 2018 BN126
- 2018 BO126
- 2018 BP126
- 2018 BQ126
- 2018 BR126
- 2018 BS126
- 2018 BT126
- 2018 BU126
- 2018 BW126
- 2018 BX126
- 2018 BY126
- 2018 BZ126
- 2018 BA127
- 2018 BB127
- 2018 BC127
- 2018 BD127
- 2018 BE127
- 2018 BF127
- 2018 BG127
- 2018 BJ127
- 2018 BK127
- 2018 BL127
- 2018 BM127
- 2018 BN127
- 2018 BO127
- 2018 BP127
- 2018 BQ127
- 2018 BR127
- 2018 BS127
- 2018 BT127
- 2018 BU127
- 2018 BV127
- 2018 BW127
- 2018 BX127
- 2018 BY127
- 2018 BZ127
- 2018 BA128
- 2018 BB128
- 2018 BC128
- 2018 BD128
- 2018 BE128
- 2018 BF128
- 2018 BG128
- 2018 BH128
- 2018 BJ128
- 2018 BK128
- 2018 BL128
- 2018 BM128
- 2018 BN128
- 2018 BO128
- 2018 BP128
- 2018 BQ128
- 2018 BR128
- 2018 BS128
- 2018 BT128
- 2018 BU128
- 2018 BV128
- 2018 BW128
- 2018 BX128
- 2018 BY128
- 2018 BZ128
- 2018 BA129
- 2018 BB129
- 2018 BC129
- 2018 BD129
- 2018 BE129
- 2018 BF129
- 2018 BG129
- 2018 BH129
- 2018 BJ129
- 2018 BK129
- 2018 BL129
- 2018 BM129
- 2018 BN129
- 2018 BO129
- 2018 BP129
- 2018 BQ129
- 2018 BR129
- 2018 BS129
- 2018 BT129
- 2018 BU129
- 2018 BV129
- 2018 BW129
- 2018 BX129
- 2018 BY129
- 2018 BZ129
- 2018 BA130
- 2018 BB130
- 2018 BC130
- 2018 BD130
- 2018 BE130
- 2018 BF130
- 2018 BG130
- 2018 BH130
- 2018 BJ130
- 2018 BK130
- 2018 BL130
- 2018 BM130
- 2018 BN130
- 2018 BO130
- 2018 BP130
- 2018 BQ130
- 2018 BS130
- 2018 BT130
- 2018 BU130
- 2018 BV130
- 2018 BW130
- 2018 BX130
- 2018 BY130
- 2018 BZ130
- 2018 BA131
- 2018 BB131
- 2018 BC131
- 2018 BD131
- 2018 BE131